# گمینا میشچیسکو
گمینا میشچیسکو (به لهستانی:  Gmina Mieścisko) یک گمینا در لهستان است که در شهرستان وانگروویتس واقع شده‌است. گمینا میشچیسکو ۱۳۵٫۶۲ کیلومتر مربع مساحت و ۵٬۹۴۲ نفر جمعیت دارد.